# 第一条
第一条（義大利語：Articolo Uno，缩写为Art.1）是意大利的一个已不存在的政党。该党成立于2017年2月25日，由民主党左翼创建，不久又有一些意大利左翼的党员脱党加入。该党最初取名为第1条—民主和进步运动，后改名“第一条”。2023年6月10日，该党并入民主党。
该党的政治立场是中间偏左至左翼。该党的意识形态是社会民主主义、生态社会主义。该党的书记是羅伯托·斯佩蘭薩，协调员是阿圖羅·斯科托。该党的青年翼是左翼青年运动。该党的总部位于罗马。该党是中左联盟和社会主义者和民主人士进步联盟的成员。